# Narcissus atlanticus
Die Narcissus atlanticus ist eine Pflanzenart aus der Gattung der Narzissen (Narcissus) in der Familie der Amaryllisgewächse (Amaryllidaceae).

## Erscheinungsbild
Die Narcissus atlanticus ähnelt in ihrem Erscheinungsbild der Narcissus rupicola, sie hat jedoch anders als diese cremeweiße Blüten. Diese haben einen Durchmesser von 35 Millimeter. Die Nebenkrone ist 11 Millimeter breit, aber nur 6 Millimeter hoch.

## Verbreitungsgebiet
Alle in der Gartenkultur gezogenen Nachkommen dieser Art stammen aus einer Samenkollektion aus dem Jahre 1936 im Hohen Atlas, Marokko. Die Pflanzen wuchsen in 2000 m Höhe im Schatten von Sträuchern. Am Naturstandort sind die Pflanzen seitdem nicht mehr gefunden worden. Wissenschaftlich beschrieben wurde die Art erstmals 1950.